# Dissection
Pour les articles homonymes, voir Dissection (homonymie).

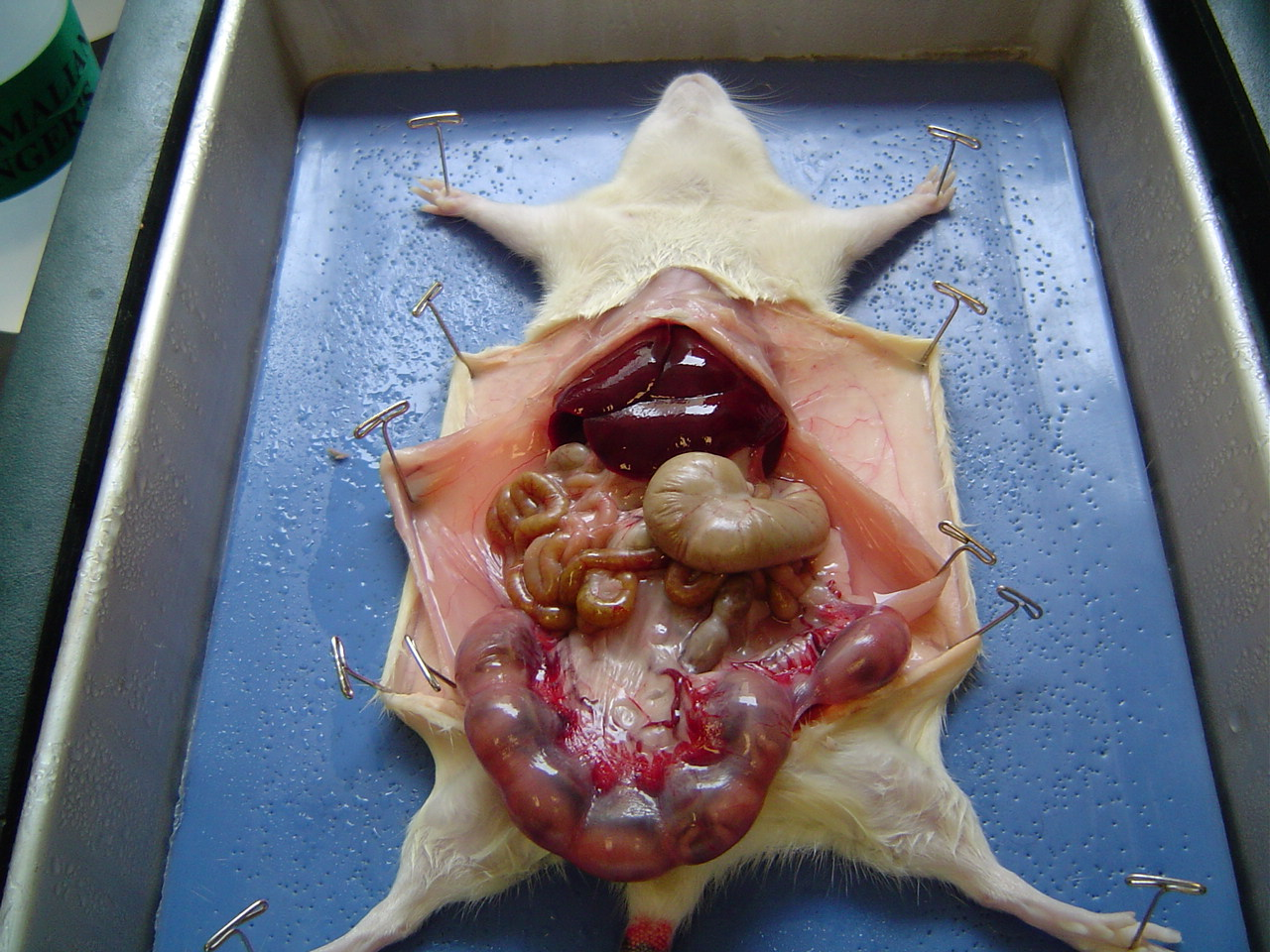
Dissection d'un rat présentant ses principaux organes

Une dissection (du latin : dissecare : couper en deux) consiste en l'ouverture d'un corps animal ou végétal selon un protocole défini. La dissection est pratiquée dans les cours de biologie, botanique et anatomie. On parle de dissection humaine (ou anthropotomie) quand elle s'exerce sur un être humain.

## Histoire

Mondino de' Liuzzi, Anathomia, 1541

Durant l'Antiquité, le corps humain étant sacré dans toutes les civilisations, sa dissection est interdite, à l'exception des embryons qui peuvent être disséqués par des savants grecs car ces embryons sont supposés non venus à la vie. Les premières dissections semblent avoir été pratiquées dès le Ve siècle av. J.-C. auprès Alcméon de Crotone. Certains auteurs du corpus hippocratique, puis Aristote lui-même portent témoignage de cette pratique. Des dissections systématiques de corps humains sont effectuées pendant 50 ans sous la dynastie des Ptolémées, au début du IIIe siècle av. J.-C. Les Ptolémées confient des condamnés à mort aux médecins grecs Hérophile et Érasistrate qui effectueront plus de 600 vivisections car ils considèrent que les organes des cadavres ont une conformation et une physiologie différentes des organes vivants. Avant et après cette période, les savants semblent largement se limiter aux animaux. Pour autant, cette pratique est complexe et se développe de manière empirique face aux difficultés anatomiques et physiologiques affrontées. S'ajoutent également deux obstacles majeurs : le dégout et la répugnance (Aristote, Parties des animaux, 645a28sq) et le fait qu'une dissection réussie nécessite à la fois habilité manuelle et notion claire de ce qui est recherché. Le droit romain interdit la dissection et l'autopsie du corps humain, si bien que des médecins comme Galien travaillent sur le macaque berbère et d'autres primates, en supposant que leur anatomie est essentiellement la même que celle de l'homme. L'influence de Galien sera si importante, que jusqu'à deux siècles après sa mort, on commente son œuvre sans la remettre en question par d'autres dissections, ce qui empêchera l'anatomie de se développer.
Contrairement à l'idée la plus répandue, l’Église catholique n'a jamais interdit formellement la dissection humaine, seuls étaient réprimés les profanations de sépultures et les vols de cadavres : le Pape Boniface VIII, avec son décrétale en 1299, interdit une pratique des Croisés qui, pour ramener les os de leurs compagnons morts, les découpaient et faisaient bouillir. Toutefois pour des raisons morales[évasif], elle reste extrêmement peu pratiquée pendant plusieurs siècles.
La dissection se démocratise au XIIIe siècle pour des raisons médico-légales (affaires juridiques, épidémies). Les premières dissections au sein de l'enseignement médical apparaissent en Italie, à Bologne, au XIIIe siècle, puis elles font leur arrivée en France, en 1340 à Montpellier et en 1407 à Paris. Toutefois, cette pratique ne devient courante en France qu'à partir des années 1470.
En 1543, le médecin André Vésale, premier véritable anatomiste, procède à une dissection publique du corps de Karrer Jakob von Gebweiler, un meurtrier célèbre de la ville de Bâle, en Suisse. Il remet en cause 200 erreurs de Galien.
La première dissection publique d'un être humain en Europe centrale est réalisée par le médecin slovaque Ján Jesenský en 1600.

## Types de dissection
Il existe plusieurs types de dissections, dont certaines ont un nom particulier en fonction de l'objectif recherché ou de la procédure employée : 
- dans l'enseignement la dissection est une technique pédagogique qui consiste à découper un organisme pluricellulaire en vue d'examination scientifique.
- en médecine la dissection consiste en une opération chirurgicale destinée à diviser, séparer ou enlever les tissus malades.
- la vivisection désigne la dissection à titre expérimental d'un animal vivant.
- l'autopsie désigne pour sa part la dissection d'un cadavre en vue de déterminer la cause du décès.

## Matériel de dissection
Le spécimen à disséquer est installé sur une table de fixation en liège. Lors de la dissection on utilise un scalpel, une paire de ciseaux forts et une paire de ciseaux fins, des épingles, une pince, une sonde cannelée, et une aiguille droite ou pointe lancéolée. Les instruments de dissection sont généralement rassemblés au sein d'une trousse à dissection pour faciliter transport et utilisation.

## Images supplémentaires

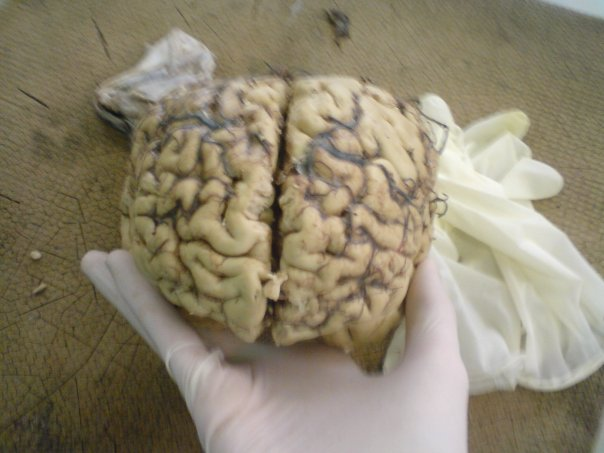
Cerveau de vache préparé pour la dissection
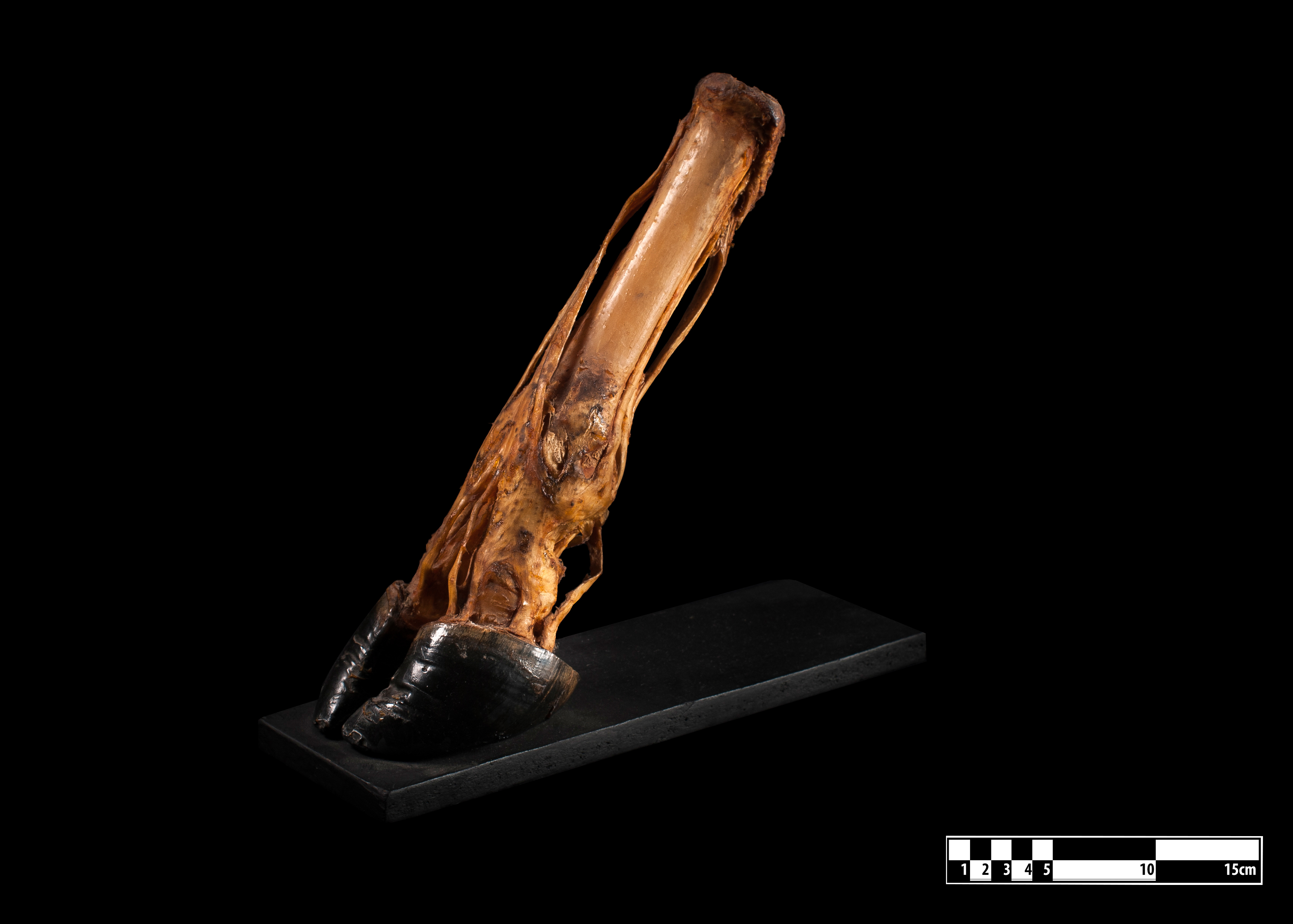
Technique de dissection et addition de glycérine dans l'articulation de bovin (tarse)
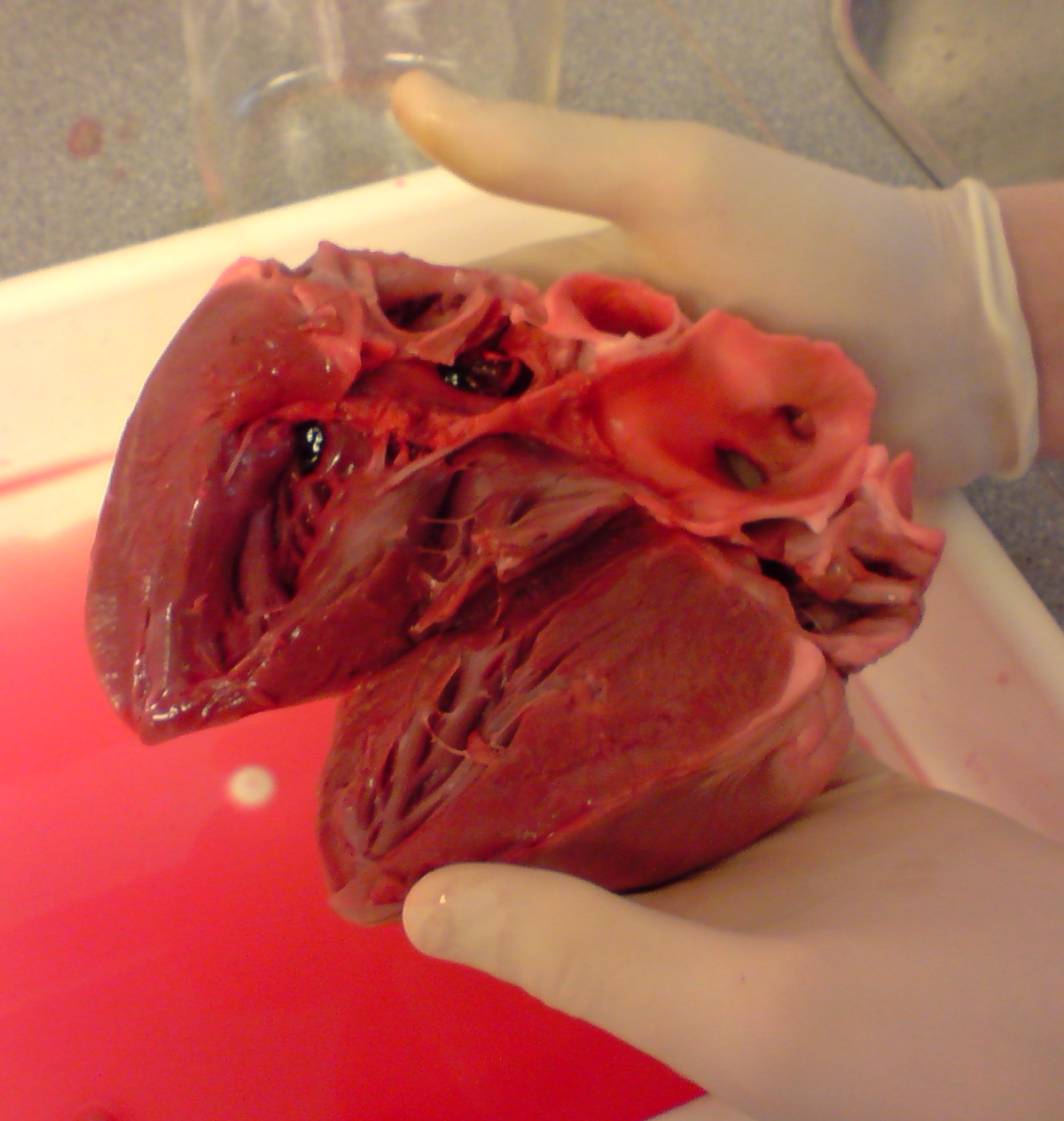
Cœur de porc disséqué